# Bleke dikhoed
De bleke dikhoed (Leucopaxillus albissimus) is een schimmel behorend tot de familie Tricholomataceae. Hij leeft saprotroof op strooisel onder naaldbomen en produceert grote witte vruchtlichamen die buitengewoon goed bestand zijn tegen bederf. Hij wordt als oneetbaar beschouwd. Leucopaxillus albimissus staat vaak verspreid of bij elkaar in bogen of ringen. 

## Kenmerken

### Uiterlijke kenmerken
Hoed
De hoed is 4 tot 20 cm breed en verandert langzaam van convex naar vlak. Soms is de hoed ingedrukt. Bij jonge exemplaren is de hoedrand naar binnen gekruld en zwak gestreept. Het oppervlak van de hoed is droog, ongepolijst en glad. Bij matig weer wordt het geschubd met een crèmekleurige tint. Naarmate hij ouder wordt, wordt het oppervlak van de hoed bleekgeel. De hoed kleurt niet geel met KOH.
Lamellen
De lamellen zijn aan de steel aangehecht of ietwat aflopend. Hoewel ze oorspronkelijk crèmekleurig zijn, worden de lamellen naarmate ze ouder worden bleekgeel. De lamellen staan dicht bij elkaar en korte tussenlamellen zijn vaak aanwezig.
Vlees
Het vruchtvlees is over het algemeen wit en matig dik. De geur is mild, melig, onaangenaam of niet onderscheidend.
Steel
De steel heeft een lengte van 3 tot 7 cm en een dikte van 2,5 tot 4 cm. De steel is stevig en vaak verdikt aan de basis. Het oppervlak van de steel varieert van glad tot fijn geschubd en is jong crèmekleurig. Als de steel wordt gekneusd verkleurt hij lichtgeelbruin aan de basis.
Sporenprint
De sporenprint is wit. 

### Microscopische kenmerken
De basidia zijn 4-sporig. De basidiosporen zijn elliptisch, geornamenteerd met amyloïde fijne stekels van minder dan 0,5 µm hoog. De ornamentatie is soms te klein om waar te nemen bij 1000 X vergroting. De sporenmaat is 5–7 × 3,5–5 µm. De cheilocystidia meten 25–50 × 2,5–5 µm. Ze zijn cilindrisch of enigszins onregelmatig, glad; hyaliene in KOH. De pleurocystidia zijn niet aanwezig. Pileipellis is een slecht gedefinieerde cutis van hyfen van 2,5–5 µm breed, hyaliene in KOH, gesepteerd.

## Soortgelijke soorten
Leucopaxillus gentianeus is nauw verwant. Ook Clitocybe-soorten kunnen erop lijken vanwege de aflopende lamellen.

## Verspreiding
De bleke dikhoed komt voor in Noord-Amerika en Europa. Hij vormt vruchtlichamen van midden tot laat in de winter in Californië, en in de herfst in andere delen van Noord-Amerika.
In Nederland komt de bleke dikhoed uiterst zeldzaam voor. De vindplaatsen zijn alle gelegen in de kustduinen op droge zandgronden.

## Foto's

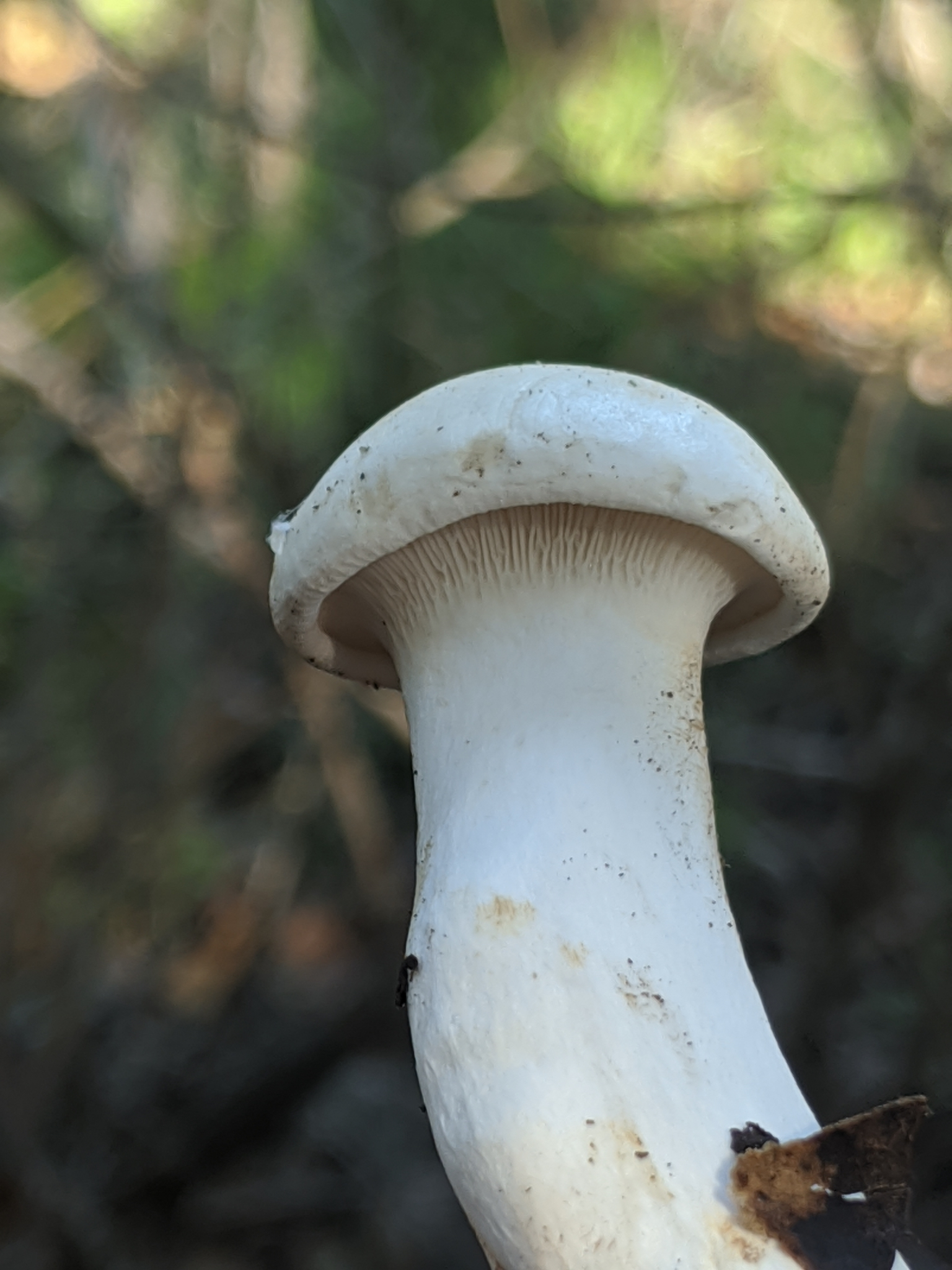
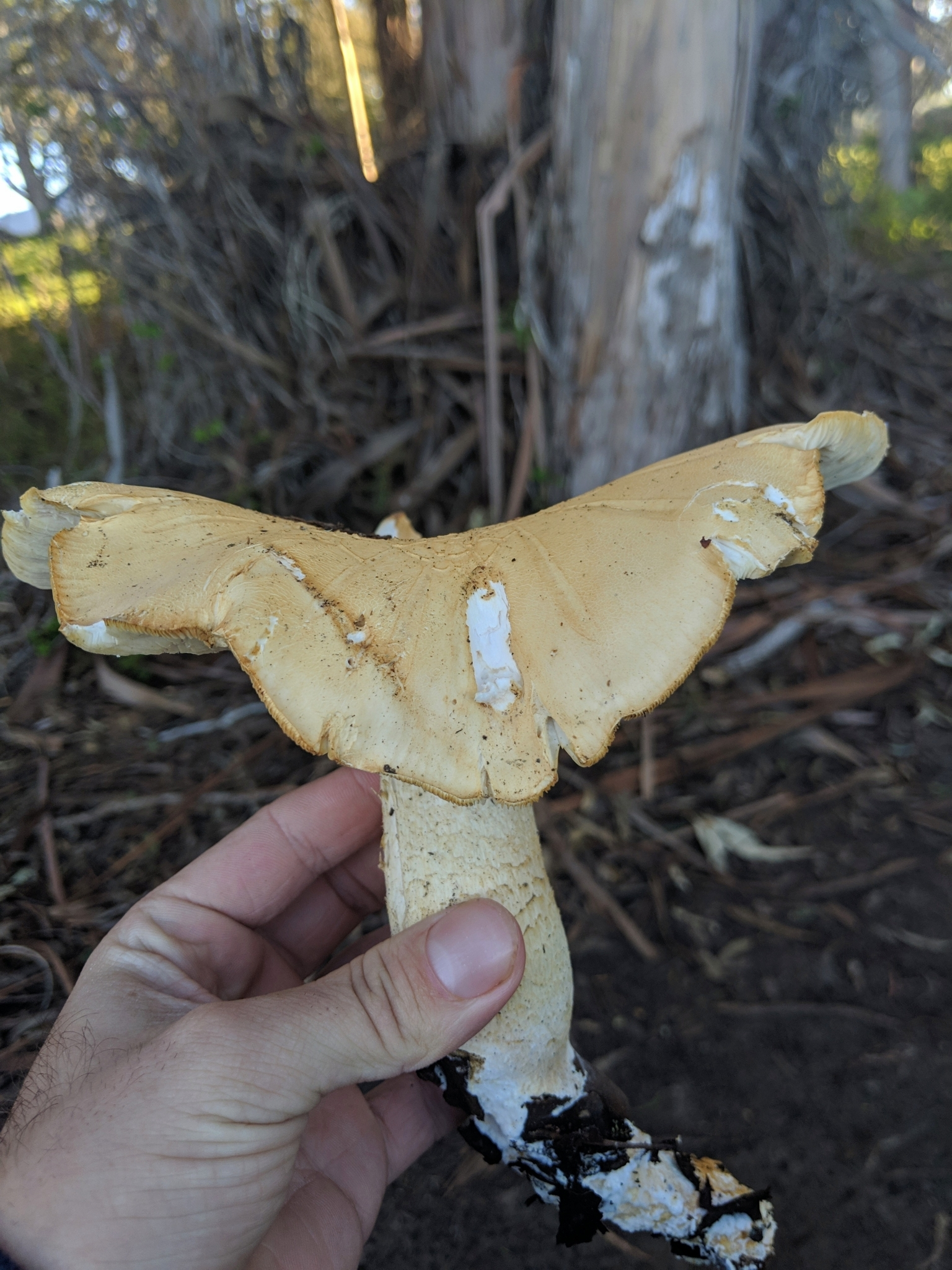
Ouder exemplaar
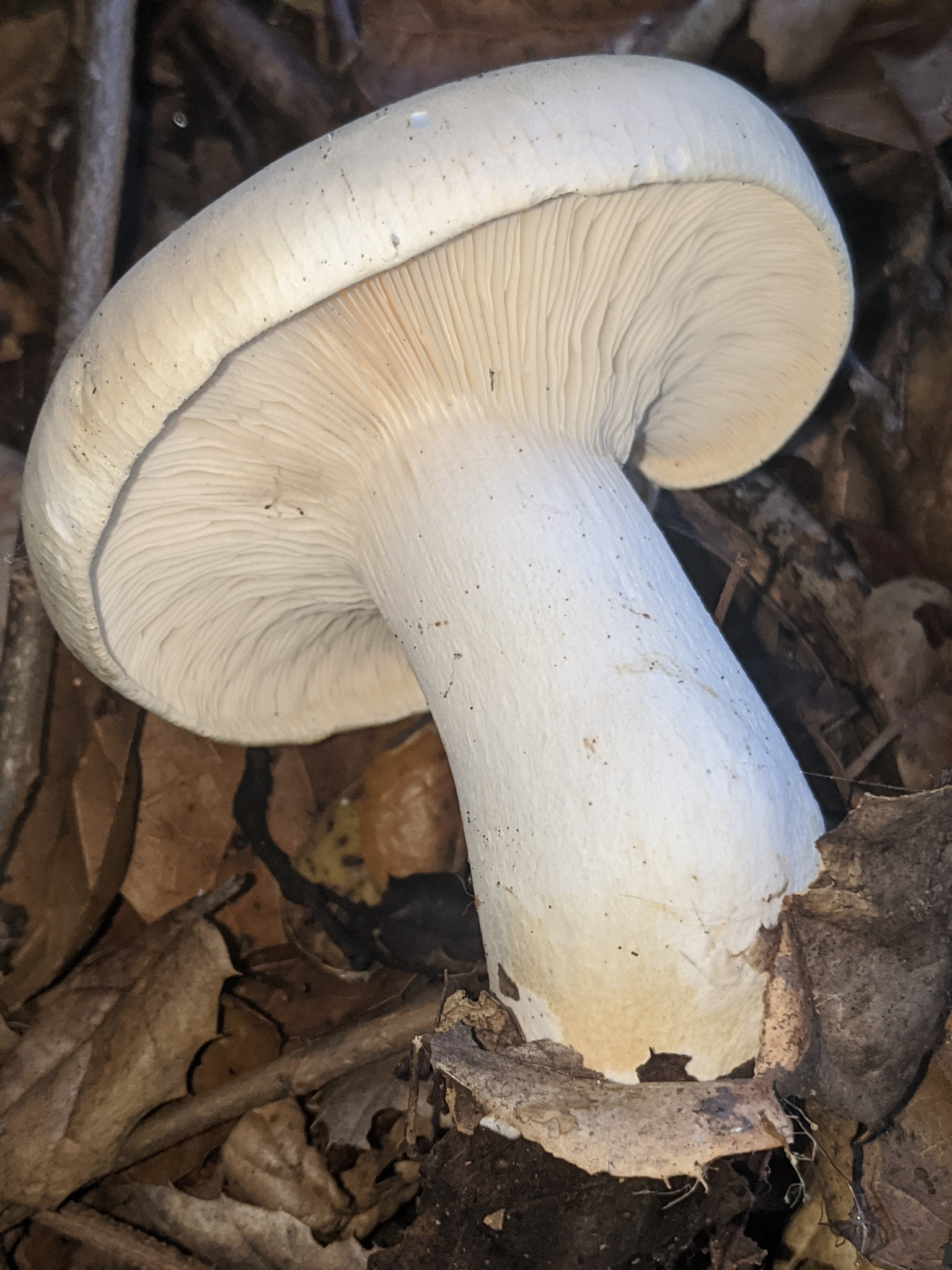
Lamellen
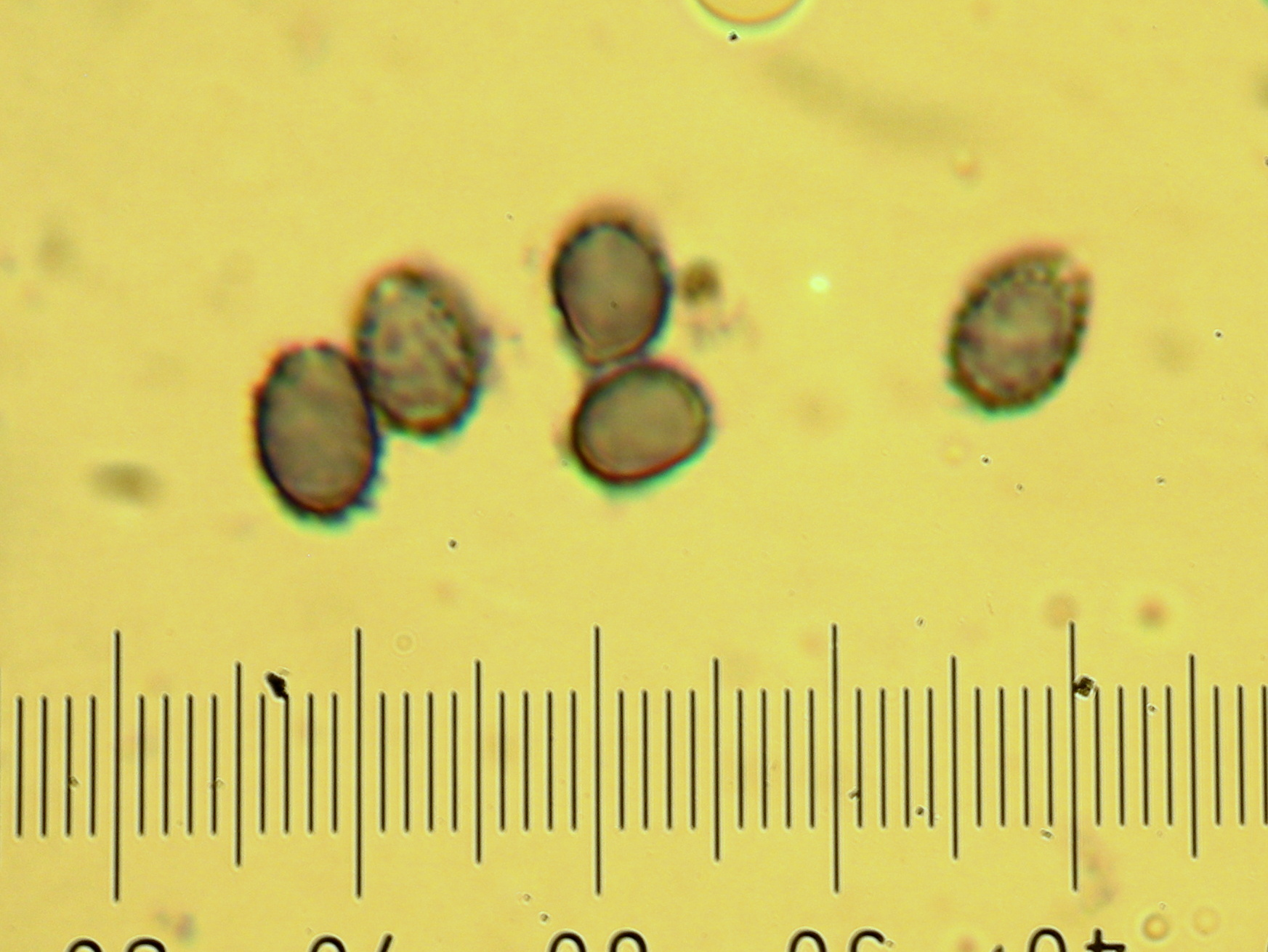
Sporen